# Okay Madam
Pour plus de détails, voir Fiche technique et Distribution.
Okay Madam (hangeul : 오케이! 마담), aussi orthographié Ok! Madam, est une comédie d'action sud-coréenne réalisée par Lee Cheol-ha et sortie en 2020 en Corée du Sud. Elle raconte l'histoire d'un couple qui gagne un voyage à Hawaï mais qui se retrouve dans une prise d'otage pendant leur vol.
Elle totalise 1,2 million d'entrées au box-office sud-coréen de 2020.

## Synopsis
Mi-young (Uhm Jeong-hwa) gère un étal sur un marché traditionnel où elle fabrique et vend des bâtonnets de pain et des donuts. Son mari Seok-hwan (Park Seong-woong) travaille comme réparateur d'ordinateurs. Un jour, il gagne un séjour à Hawaï. Le couple s'apprête alors à partir pour son premier voyage à l'étranger mais lorsqu'il monte dans l'avion, des terroristes, dont Cheol-seung (Lee Sang-yoon (en)), qui poursuit un agent secret, montent dans le même avion. Les passagers deviennent vite des otages puis Mi-young et Seok-hwan commencent à se porter à leur secours.

## Fiche technique
- Titre original : 오케이! 마담
- Titre international : Okay Madam
- Réalisation : Lee Cheol-ha
- Scénario : Shin Hyeon-seong
- Photographie : Kim Jeong-woo
- Production : Kim Yoon-mi et Han Jae-deok
- Société de production : Oal Co. et Sanai Pictures
- Société de distribution : Megabox Plus M
- Pays d’origine :  Corée du Sud
- Langue originale : coréen
- Format : couleur
- Genre : Comédie d'action
- Durée : 100 minutes
- Date de sortie :
  -  Corée du Sud : 12 août 2020
  -  Viêt Nam : 21 août 2020
  -  Singapour : 24 septembre 2020
  - Suisse : 5 juillet 2021 (Festival international du film fantastique de Neuchâtel 2021

## Distribution
- Uhm Jeong-hwa : Mi-young
- Park Seong-woong : Seok-hwan
- Lee Sang-yoon (en) : Cheol-seung
- Bae Jeong-nam : Hyeon-min
- Lee Sun-bin (en) : une passagère mystérieuse
- Jeon Soo-kyung : belle mère